# Kecamatan Genteng (distrikt i Indonesien, lat -8,36, long 114,15)
Kecamatan Genteng är ett distrikt i Indonesien.   Det ligger i provinsen Jawa Timur, i den sydvästra delen av landet, 800 km öster om huvudstaden Jakarta.